# Lesenice
Lesenice este o comună slovacă, aflată în districtul Veľký Krtíš din regiunea Banská Bystrica. Localitatea se află la altitudinea de 169 m deasupra n.m., se întinde pe o suprafață de 7,39 km2 și în 2017 număra 507 locuitori.

## Istoric
Localitatea Lesenice este atestată documentar din 1244.

## Demografie
| An:                | 1994 | 2004   | 2014   | 2024   |
| ------------------ | ---- | ------ | ------ | ------ |
| Număr de persoane: | 537  | 538    | 511    | 485    |
| Diferență:         |      | +0,18% | −5,01% | −5,08% |

| An:                | 2023 | 2024   |
| ------------------ | ---- | ------ |
| Număr de persoane: | 484  | 485    |
| Diferență:         |      | +0,20% |